# Шведска на Европском првенству у атлетици у дворани 1974.
Шведска је учествовала  на 5. Европском првенству у дворани одржаном у дворани Скандинавијум у Гетеборгу, (Шведска), 9. и 10. марта 1974.  Репрезентацију Шведске у њеном петом учешћу на европским првенствима у дворани представљао је  22  спортиста ( 15 м и 7 ж) који су се такмичили у 16 дисциплина: 11 мушких и 5 женских.
Са две освојение златне медаље Шведска је у укупном пласману делила 5. место  са Југославијом. од 15 земаља које су освајале медаље.
У табели успешности (према броју и пласману такмичара који су учествовали у финалним такмичењима (првих 8 такмичара)) Шведска је са 8 учесника у финалу и 34 бода заузела 7 место., од 22 земље које су имале представнике у финалу, односно само Аустрија, Ирска и Луксембург нису имали ниједног финалисту.
| Плас. | Земља   | 1. место | 2. место | 3. место | 4. место | 5. место | 6. место | 7. место | 8. место | Бр. финал. - Бод. |
| ----- | ------- | -------- | -------- | -------- | -------- | -------- | -------- | -------- | -------- | ----------------- |
| 7.    | Шведска | 2 - 8    | -        | -        | 1 − 5    | 1 - 4    | 2 − 3    | 1 - 2    | 1 − 1    | 8 − 34            |

## Учесници
| Бр. | Дисциплина   | Мушкарци                        | Жене           | Укупно |
| --- | ------------ | ------------------------------- | -------------- | ------ |
| 1.  | 60 м         | Кристен Гарпенборг Ролф Трулсон | Линда Хаглунд  | 3      |
| 2.  | 400 м        | Михел Фредриксон                | Ан Лассон      | 2      |
| 3.  | 800 м        | Оке Свенсон                     | Гунила Линд    | 2      |
| 4.  | 1.500 м      | Пер-Ерик Хагберг                |                | 1      |
| 5.  | 3.000 м      | Дан Гланс                       |                | 1      |
| 6.  | 60 м препоне | Кристер Клерселиус              |                | 1      |
| 7.  | Скок увис    | Јан Далгрен Ингемар Ниман       | Ан Ева Карлсон | 3      |

| Бр. | Дисциплина          | Мушкарци                                                   | Жене                                                         | Укупно  |
| --- | ------------------- | ---------------------------------------------------------- | ------------------------------------------------------------ | ------- |
| 8.  | Скок мотком         | Ћел Исаксон                                                |                                                              | 1       |
| 9.  | Скок удаљ           | Улх Јарфелт                                                |                                                              | 1       |
| 10. | Бацање кугле        | Ханс Алмстрем                                              |                                                              | 1       |
| 11. | Штафета 4 х 2 круга | Михел Фредриксон,* Герт Мелер, Андерс Фагер, Димитре Грама | Ан Шарлот Хесе, Лена Фрисон, Ан Маргрет Утерберг, Ан Ларсон* | 6 (8)   |
|     | Укупно (11)         | 15 (16)                                                    | 7 (8)                                                        | 22 (24) |

¹ Напомена:Пошто је кружна стаза у Ротердаму износила 192 метра, није се могло одржати такмичење штафета 4 х 400 метара јер су два круга уместо 400 износила 392  metra, тако да је било немогуће измене извршити на местима које та трка по правилима ИААФ предвиђа, па је назив ове дисциплине био штафета 4 х 2 круга. Победницама се рачунају медаље, а постигнути резултати не, јер су постигнути у дисциплини која званично не постоји.
- Звездица уз име такмичара означава да је учествовао у више дисциплина
- Звездица уз број у загради означава да су у њега још једном урачунати такмичари који су учествовали у више дисциплина.

## Освајачи медаља (2)

### Злато (2)
| - Михел Фредриксон, Герт Мелер, Андерс Фагер, Димитре Грама − штафета 4 х 2 круга | - Ан Шарлот Хесе, Лена Фрисон, Ан Маргрет Утерберг, Ан Ларсон − штафета 4 х 2 круга |  |

## Резултати

### Мушкарци
| Атлетичар                                                  | Дисциплина          | Лични рекорд | Квалификације | Квалификације | Полуфинале | Полуфинале   | Финале               | Финале   | Детаљи |
| Атлетичар                                                  | Дисциплина          | Лични рекорд | Резултат      | Место         | Резултат   | Место        | Резултат             | Место    | Детаљи |
| ---------------------------------------------------------- | ------------------- | ------------ | ------------- | ------------- | ---------- | ------------ | -------------------- | -------- | ------ |
| Кристен Гарпенборг                                         | 60 м                |              | 6,68 НР       | 1. у гр. 1 КВ | 6,64 НР    | 1. у пф 2    | 6,66                 | 4. / 24  |        |
| Ролф Трулсон                                               | 60 м                |              | 6,84          | 3. у гр. 2    | 6,76 ЛРд   | 7. у пф 1    | Није се квалификовао | 13. / 24 |        |
| Михел Фредриксон                                           | 400 м               |              | 47,64         | 3. у гр. 2    |            |              | Није се квалификовао | 5. / 7   |        |
| Оке Свенсон                                                | 800 м               |              | 1:50,30       | 4. у гр. 2    | 8. / 12    |              | Није се квалификовао |          |        |
| Пер-Ерик Хагберг                                           | 1.500 м             |              |               |               |            |              | 3:47,00              | 5. / 6   |        |
| Дан Гланс                                                  | 3.000 м             |              | 7:57,95       | 5. у гр. 1    |            |              | Није се квалификовао | 9. / 15  |        |
| Кристер Клерселиус                                         | 60 м препоне        |              | 8,01          | 4. у гр. 1    | 8,05       | 5. / 15 (16) |                      |          |        |
| Јан Далгрен                                                | скок увис           | 2,22 НР      |               |               |            |              | 2,14                 | 9. / 23  |        |
| Ингемар Ниман                                              | скок увис           |              | 11. / 23      |               |            |              | 2,14                 |          |        |
| Ћел Исаксон                                                | скок мотком         | 5,45 ЕПд     | 5,00          | 11. / 12      |            |              |                      |          |        |
| Улх Јарфелт                                                | скок удаљ           |              | 7,60          | 9. / 12       |            |              |                      |          |        |
| Улх Јарфелт                                                | бацање кугле        |              | 17,94         | 11. / 11      |            |              |                      |          |        |
| Михел Фредриксон,* Герт Мелер, Андерс Фагер, Димитре Грама | Штафета 4 х 2 круга |              | 3:04,55       |               |            |              |                      |          |        |

### Жене
| Атлетичарка                                                  | Дисциплина          | Лични рекорд | Квалификације | Квалификације  | Полуфинале | Полуфинале | Финале                | Финале       | Детаљи |
| Атлетичарка                                                  | Дисциплина          | Лични рекорд | Резултат      | Место          | Резултат   | Место      | Резултат              | Место        | Детаљи |
| ------------------------------------------------------------ | ------------------- | ------------ | ------------- | -------------- | ---------- | ---------- | --------------------- | ------------ | ------ |
| Линда Хаглунд                                                | 60 м                | 7,57 НР      | 7,41 НР       | 2. у гр. 3 КВ  | 7,33 НР    | 3. у пф 1  | 7,35                  | 6. / 21      |        |
| Ан Ларсон                                                    | 400 м               |              | 54,20         | 3. у гр. 2 ќв' | 54,00      | 4. у пф 2  | Није се квалификовала | 7. / 21      |        |
| Гунила Линд                                                  | 800 м               |              | 2:07,49       | 4. у гр. 2     |            |            | Није се квалификовала | 7. / 11 (13) |        |
| Ан Ева Карлсон                                               | скок увис           |              |               | 1,80           | 8. / 14    |            |                       |              |        |
| Ан Шарлот Хесе, Лена Фрисон, Ан Маргрет Утерберг, Ан Ларсон* | Штафета 4 х 2 круга |              | 3:38,15       |                |            |            |                       |              |        |

## Биланс медаља Шведске после 5. Европског првенства у дворани 1970—1974.
|     | ЕП     |   |   |   |   | УП   |
| 1.  | 1970.  | 0 | 1 | 0 | 1 | = 10 |
| 2.  | 1971.  | 0 | 1 | 1 | 2 | 9    |
| 3.  | 1972.  | 0 | 1 | 0 | 1 | = 10 |
| 4.  | 1973.  | 0 | 0 | 0 | 0 | 15   |
| 5.  | 1974.  | 2 | 0 | 0 | 2 | 13   |
| 1—5 | Укупно | 2 | 3 | 1 | 6 | 13   |
| --- | ------ | - | - | - | - | ---- |

|    | Атлетичар/ка |   |   |   |   |
| 1. | Ћел Исаксон  | 0 | 2 | 0 | 2 |
| -- | ------------ | - | - | - | - |

## Шведски освајачи медаља после 4. Европског првенства 1970—1974.
|    | Атлетичар/ка                                                | м | ж | ЕП        | Дисциплина |   |   |   |   | УП    |
| -- | ----------------------------------------------------------- | - | - | --------- | ---------- | - | - | - | - | ----- |
| 1. | Ћел Исаксон (1)                                             | м |   | 1970.     | мотка      |   |   |   | 1 | = 10. |
| 2. | Ћел Исаксон /2)                                             | м |   | 1971.     | мотка      |   |   |   |   |       |
| 3. | Рики Брух                                                   |   | ж | 1971.     | кугла      |   |   |   | 2 | 9.    |
| 4. | Ханс Лагерквист                                             | м |   | 1972.     | мотка      |   |   |   | 1 | = 10. |
| 5. | Михел Фредриксон,* Герт Мелер, Андерс Фагер, Димитре Грама  | м |   | 1974.     | штафета    |   |   |   |   |       |
| 6. | Ан Шарлот Хесе, Лена Фрисон, Ан Маргрет Утерберг, Ан Ларсон |   | ж | 1974.     | штафета    |   |   |   | 2 | 13    |
|    | Укупно                                                      | 4 | 2 | 1970—74.. |            | 2 | 3 | 1 | 6 | 13.   |